# 谢旗营镇
谢旗营镇，是中华人民共和国河南省焦作市武陟县下辖的一个乡镇级行政单位。

## 行政区划
谢旗营镇下辖以下地区：
谢旗营村、蒯村、兰封村、辛杨村、亢杨村、冯李村、和杨村、前高村、后高村、徐庄村、程封村、宋庄村、扈庄村、庙小段村、王道村、杨村、张官滩村、梁官滩村、刘官滩村、后圪当村、南大段村、北大段村、北小段村、陈堤村、小寨村、陈小段村、薛小段村和杨堂村。